# Ronald Hande

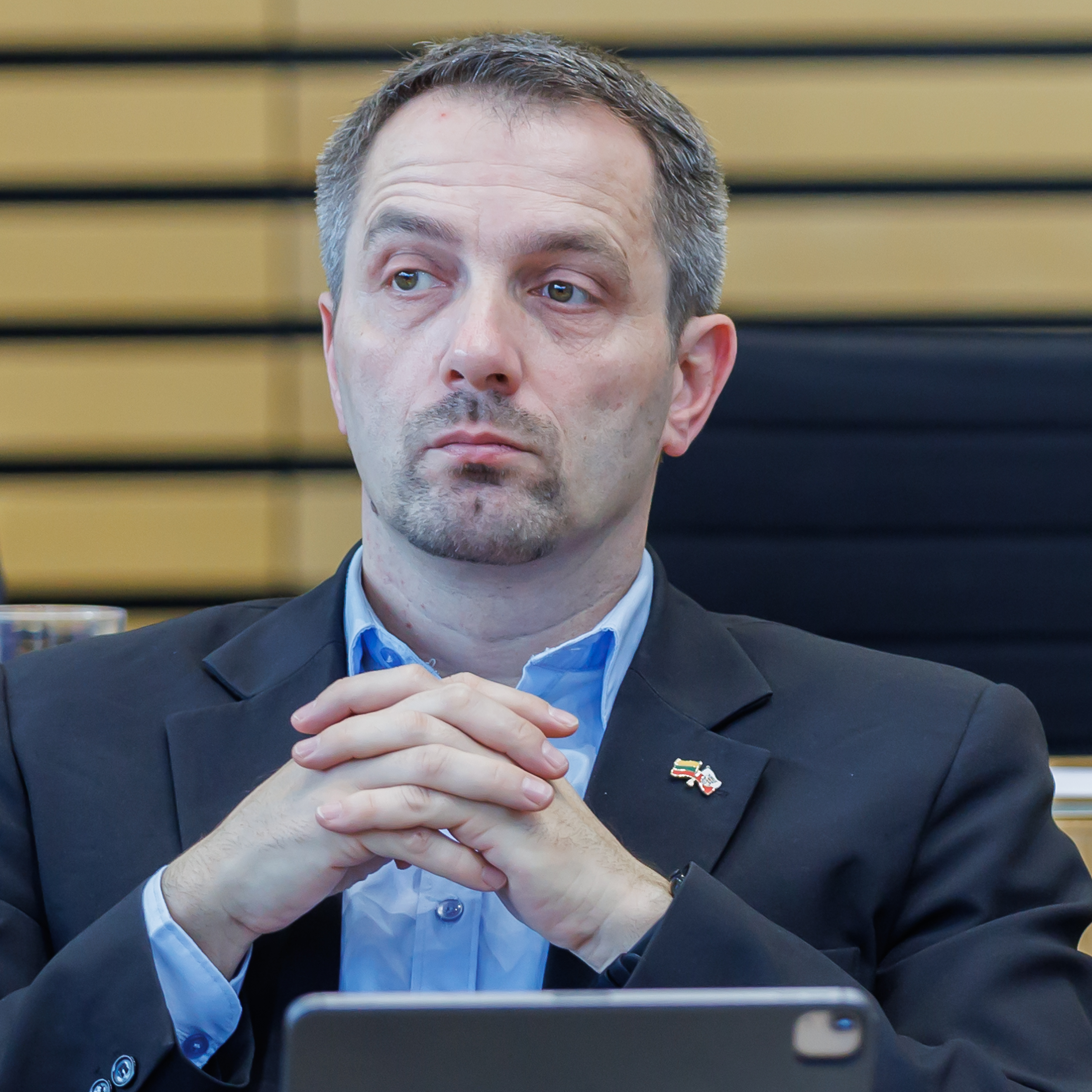
Hande (2024)

Ronald Hande (* 26. Juli 1977 in Halle (Saale)) ist ein deutscher Politiker (Die Linke) und Abgeordneter im Landtag Thüringen.
Hande wuchs in Halle auf und studierte nach Abitur und Wehrdienst zunächst Wirtschaftsinformatik in Schmalkalden. Anschließend absolvierte er eine kaufmännische Ausbildung.
Von 2009 bis 2014 war er für den Landtagsabgeordneten Manfred Hellmann tätig.
Seit 2007 gehört er der Partei Die Linke an. Er war Bürgermeister von Benshausen und seit 2014 Mitglied im Kreistag des Landkreises Schmalkalden-Meiningen als Vorsitzender seiner Fraktion. Am 1. April 2015 rückte er für die Abgeordnete Birgit Klaubert in den thüringischen Landtag nach und zog 2019 und 2024 erneut über die Liste in den Landtag ein. Er ist Mitglied im Haushalts- und Finanzausschuss.
Er ist verheiratet und hat vier Kinder.